# 由布惟義
由布 惟義（ゆふ これよし、1850年1月9日（嘉永2年11月26日）- 1925年（大正14年）7月22日）は、幕末の柳河藩士、明治から大正期の政治家。衆議院議員、福岡県会議長。

## 経歴
筑後国山門郡柳川城下奥州小路（福岡県山門郡城内村字奥州町、柳川町を経て現柳川市奥州町）で、柳河藩士の家に生まれた。1861年（文久元年9月）家督を相続した。藩校伝習館（現福岡県立伝習館高等学校）で学んだ。戊辰戦争に従軍し、二等小隊長に就任。東京市中取締に従事。1870年（明治3年10月）に帰藩した。以後、柳河藩二等隊長、三潴県凖等外戸長、福岡県9等属などを歴任した。
1878年（明治11年）12月、福岡県会議員に選出され、8期在任し、同常置委員、同議長も務めた。1879年（明治12年）7月、三池郡書記に任じられ、福岡県8等属、山門郡1番学区学務委員などを務めた。1890年（明治23年）3月、城内村会議員に就任。その他、山門郡会議員、福岡県教育会長、地方衛生会委員などにも在任した。
1902年（明治35年）8月、第7回衆議院議員総選挙（福岡県郡部）で初当選。以後、第9回総選挙まで2回再選され、衆議院議員に連続3期在任した。
1913年（大正2年）6月、立花伯爵家から家令心得を委嘱された。

## 国政選挙歴
- 第7回衆議院議員総選挙（福岡県郡部、1902年8月、立憲政友会）当選[5]
- 第8回衆議院議員総選挙（福岡県郡部、1903年3月、立憲政友会）当選[5]
- 第9回衆議院議員総選挙（福岡県郡部、1904年3月、立憲政友会）当選[5]